# Chondrites

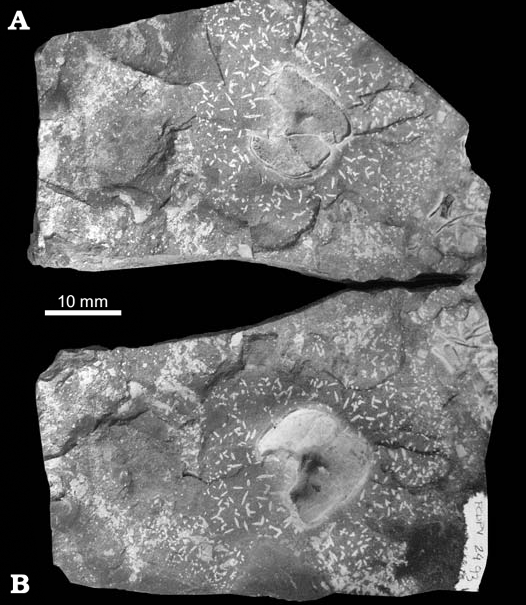
Chondrites y elemento aislado de la cintura pectoral de Mesosaurus en lutita oscura de la Formación Mangrullo (Pérmico Inferior) de Uruguay

Chondrites Von Sternberg, 1833 es un paragénero de icnofósiles presente en rocas sedimentarias de facies litoral a marina profunda, presente e incluso abundante en zonas abisales con cierto nivel de anoxia. Estas trazas fósiles se presentan en un amplio rango temporal, desde el Precámbrico hasta la actualidad. Las trazas aparecen como tubos completamente cilíndricos de hasta 5 mm de diámetro, con sus paredes lisas y profusamente ramificados. En el techo del estrato que los presenta aparecen completamente verticales y poco ramificados y van horizontalizándose hacia el suelo al tiempo que desarrollan una extensa red dendriforme que raramente se cruza consigo misma, aunque puede cruzarse con otras estructuras adyacentes.
Los organismos que los originan son gusanos marinos, probablemente poliquetos y sipuncúlidos que se alimentan en fangos desde las zonas litorales hasta grandes profundidades introduciendo su probóscide en el sedimento. La red de galerías formadas por este organismo se desarrolla de forma similar al sistema radicular de vegetales, con un eje simple vertical que profundiza desde la superficie y comienza a abrirse en multitud de galerías ciegas que ramifican varias veces tridimensionalmente.